# Gái già xì tin
Gái già xì tin là một bộ phim truyền hình nhiều tập sản xuất bởi Trung tâm Phim truyền hình Việt Nam (Đài Truyền hình Việt Nam) do Trần Quang Vinh làm đạo diễn. Phim được sản xuất năm 2013, gồm 20 tập, bắt đầu phát sóng từ ngày 8 tháng 12 năm 2013 trên VTV6. Phim được chuyển thể từ tiểu thuyết cùng tên của nhà văn Nguyễn Thu Thủy.

## Nội dung
Gái già xì tin xoay quanh nhân vật Dương (do Phương Oanh đóng vai), một phóng viên bị coi là ế chồng luôn bị bố mẹ tìm mọi cách mai mối để lấy chồng. Cô được tổng biên tập tờ báo nơi cô làm việc giới thiệu làm quen với Định (Chí Nhân đóng vai), một kỹ sư xây dựng, người mà cô đã vô tình có ấn tượng mạnh khi tiếp xúc ở một resort mà anh thiết kế trước đó. Tình cờ, hai người lại là hàng xóm trong khu chung cư mà Dương đang sống với hai cửa nhà cạnh nhau. Cũng vì thế Dương cũng vô tình làm quen với Quân (do Anh Dũng đóng), người được biết tới là cháu gọi Định bằng chú. Quân là một anh chàng con nhà giàu ham chơi bi-a và luôn bám theo chòng ghẹo Dương, gọi cô là "nhái bén". 
Rồi Dương và Định yêu nhau, trong khi Quân cũng thầm yêu Dương nhưng không thể ngỏ lời vì không tranh chấp với chú mình, nhưng cũng vì thế mà Dương vô tình vướng vào những rắc rối từ thù hận bên trong gia đình Định - Quân. Định có mâu thuẫn lớn với cha đẻ mình, ông Vũ (do NSUT Trần Đức đóng vài), một chủ thầu xây dựng lớn vì những bí mật xấu xa mà ông từng làm trước đây. Anh trai của Định từng kết hôn với Diễm (do NSND Minh Hòa đóng vai), nhưng đã bị chính bố chồng mình, ông Vũ cưỡng hiếp và sinh ra Quân. Bí mật bị vỡ lở, anh trai Định đã đau khổ và chết vì tai nạn, còn Định ghê tởm cha mình và ly khai khỏi gia đình. Quân lớn lên không biết điều này và luôn gọi ông Vũ là ông nội.
Ông Vũ đã dùng mọi thủ đoạn để ép Định quay trở lại công ty gia đình nhằm tiếp quản cơ nghiệp của ông, nhưng Diễm không tán thành tạo nên mâu thuẫn lớn. Tranh cãi giữa ba người, ông Vũ, Diễm và Định khiến Quân biết được bí mật về thân thế mình. Anh đã đau khổ lao vào rượu chè và được Dương cố gắng kéo anh trở lại. Định nhầm tưởng Dương cũng yêu Quân, và mặc cảm tội lỗi vì mình làm lộ bí mật cuộc đời của em mình (Quân), anh chia tay Dương để hai người đến với nhau dù anh và Dương đã chuẩn bị đính hôn. Tuy nhiên, dự định này của Định không thành và Quân và Định sau đó đều bỏ đi nước ngoài làm việc.
Dương đau khổ vì mối tình tan vỡ, nhưng sau đó vài năm lại vô tình cứu ông Vũ bị đột quỵ giữa đường. Cô đã tìm cách liên lạc với cả hai anh em Quân, Định và kéo họ quay trở lại Hà Nội vì ông Vũ có nguy cơ mất. Hai anh em trở lại, lần đầu nhận nhau là anh em, cùng làm rõ chuyện tư tình với Dương ngày xưa khiến Định hối hận trở lại xin lỗi Dương và xin được nối lại tình cảm. Kết phim, cả hai anh em đều tha thứ cho ông Vũ, Định và Dương cũng đến với nhau và làm đám cưới.

## Diễn viên

#### Diễn viên chính
- Phương Oanh: vai Duơng
- Chí Nhân: vai Định
- Anh Dũng: vai Quân
- Trần Đức: vai ông Vũ (bố đẻ Quân và Định)
- Minh Hòa: vai bà Diễm, vợ của anh trai Định, mẹ của Quân

#### Diễn viên phụ
- Đức Trung: ông Thụ (bác của Dương), sếp công ty của Định
- Huyền Thanh: mẹ Dương
- Bình Trọng: Bổn, bảo vệ chung cư
- Uy Linh: Tân, tổng biên tập báo nơi Dương làm việc
- Viết Thái: Minh, người theo đuổi Dương

## Ca khúc trong phim
Bài hát trong phim là ca khúc "Sẽ nói yêu anh" do ca sĩ Trần Nhật Thủy thể hiện.